# Nəsimi (Metro Baku)

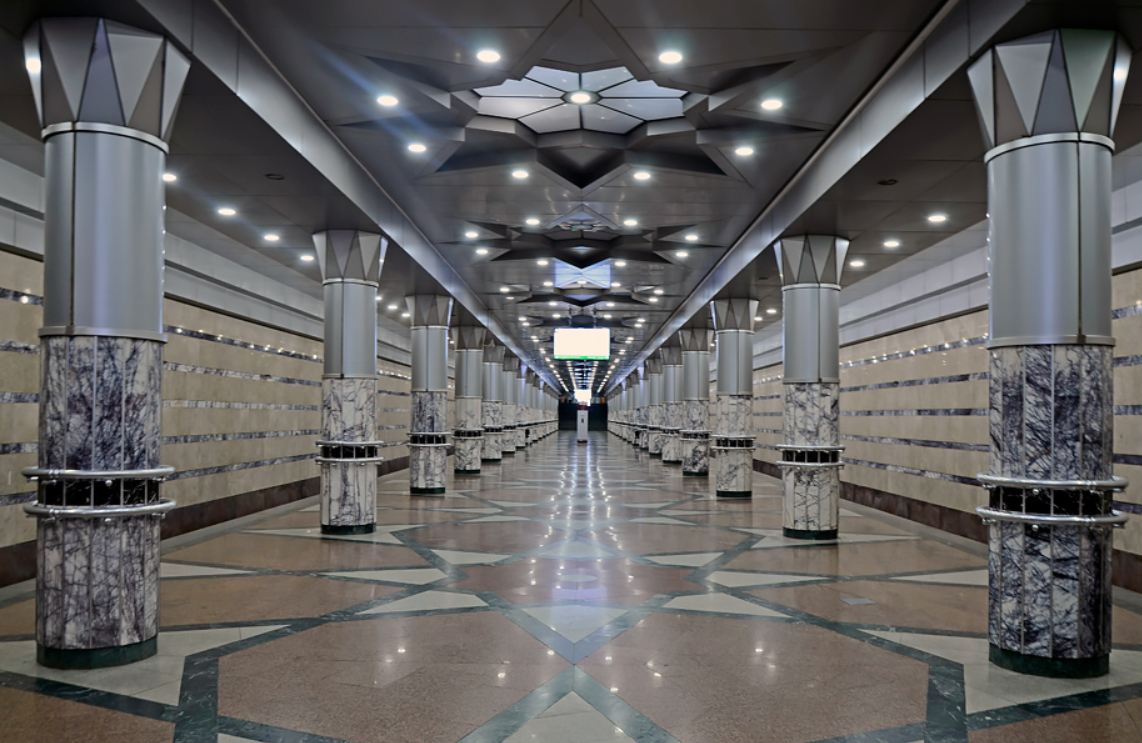

Nəsimi ist eine Station der Linie 2 (Grüne Linie) der Metro Baku. Sie wurde nach Nasīmī benannt.
Die Station wurde am 30. Dezember 2009 in Betrieb genommen.
Wenn Züge in den Bahnhof einfahren, erklingt ein Fragment des Volksliedes „Die Blumen haben sich geöffnet, der Frühling hat begonnen“.